# Poliàrnie Zori
Poliàrnie Zori (en rus Полярные Зори) és una ciutat de l'óblast de Múrmansk, a Rússia. Es troba a la vora del riu Niva, entre els llacs Ímandra i Pinozero, a la península de Kola. És a 25 km al nord de Kandalakxa, a 180 km al sud de Múrmansk i a 1.320 km al nord de Moscou.
Es fundà el 1968 per allotjar el personal de la central nuclear de Kola. Rebé l'estatus d'entitat urbana el 1973 i el de ciutat el 1991.